# 아자부

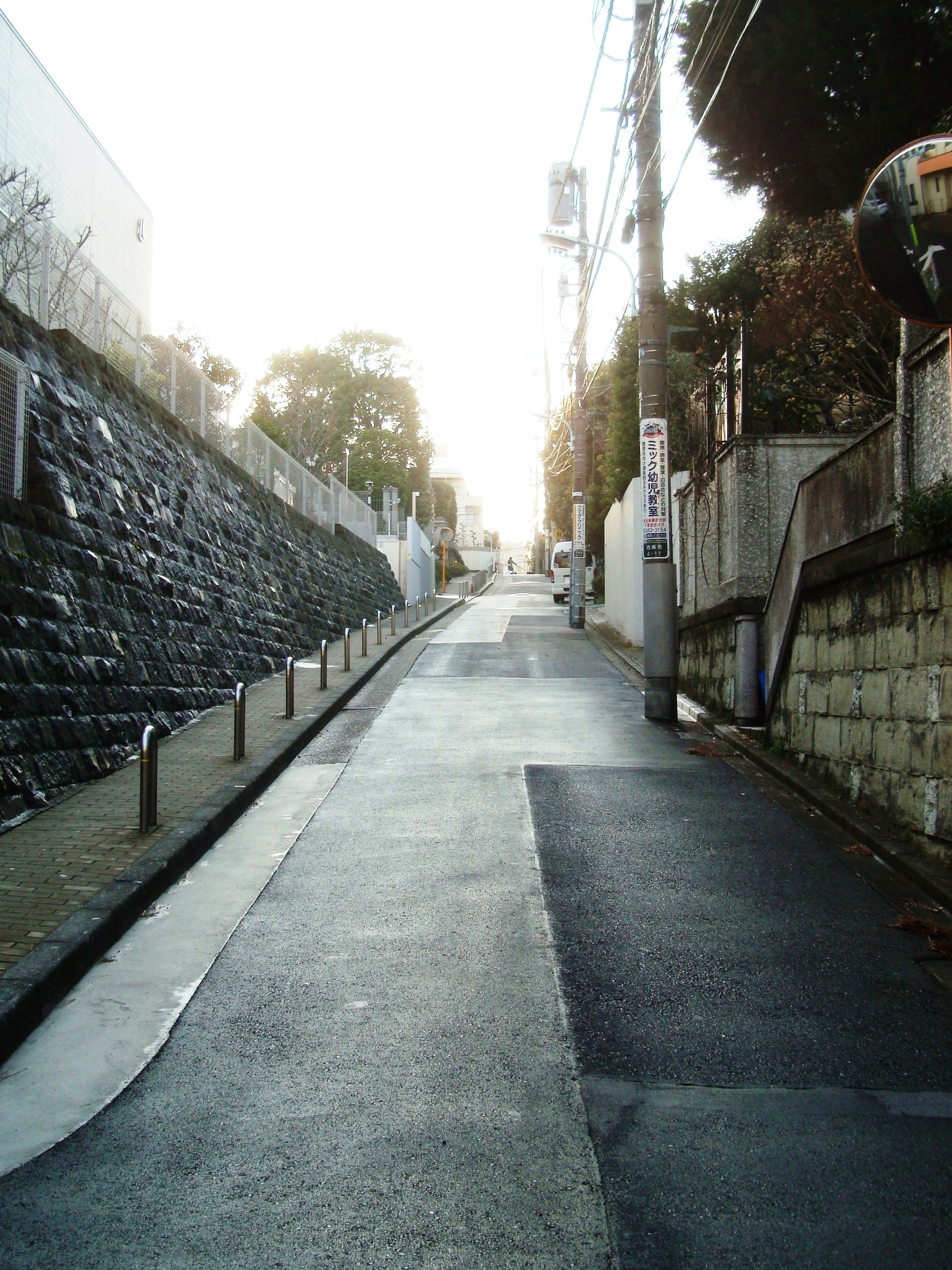
아자부의 거리

아자부(일본어: 麻布 아자부[*])는 도쿄도 미나토구의 지명이다. 지역상 아자부는 니시아자부, 미나미아자부, 아자부주반 등으로 구성되어 있어 이 일대를 아자부로 묶는다.